# Кроулі
Кроулі (pronunciationⓘ) — велике місто та район у Західному Сассексі, Англія. Це 45 км на південь від Лондона, 29 км на північ від Брайтона і Хоув і 51 км на північний схід від графства Чичестер. Кроулі займає площу 17,36 квадратної милі (44,96 км2) і на момент перепису 2011 року мала населення 106 597 осіб.
Територія була заселена з кам'яної доби, і була центром обробки заліза в римські часи. Кроулі повільно розвивався як ринкове місто з 13 століття, обслуговуючи навколишні села у Велді. Його розташування на головній дорозі з Лондона до Брайтона сприяло попутній торгівлі, що сприяло розвитку постоялих дворів. Залізничне сполучення з Лондоном було відкрито в 1841 році.
Аеропорт Гатвік, нині один із найзавантаженіших міжнародних аеропортів Великобританії, відкрився на околиці міста в 1940-х роках, сприяючи комерційному та промисловому зростанню. Після Другої світової війни британський уряд планував переселити велику кількість людей і робочих місць з Лондона в нові міста навколо Південно-Східної Англії. Закон про нові міста 1946 року призначив Кроулі місцем одного з них. Було розроблено генеральний план для створення нових житлових, комерційних, промислових і громадських районів, і швидкий розвиток значно збільшив розмір і населення міста протягом кількох десятиліть.
Місто складається з 14 житлових кварталів, що радіально виходять із центру старого ринкового міста та розділені головними дорогами та залізничними лініями. Прилеглі громади Айфілд, Паунд Хілл і Три мости були поглинені новим містом на різних етапах його розвитку. У 2009 році планувалося розширення на заході та північному заході міста у співпраці з окружною радою Хоршама, яке тепер стало новим районом під назвою Кілнвуд-Вейл, але це не в Кроулі. В економічному плані місто перетворилося на головний центр промисловості та зайнятості між Лондоном і південним узбережжям. Його велика промислова зона підтримує виробничі та сервісні компанії, багато з яких пов’язані з аеропортом. Комерційний і роздрібний сектори продовжують розвиватися.

## Історія

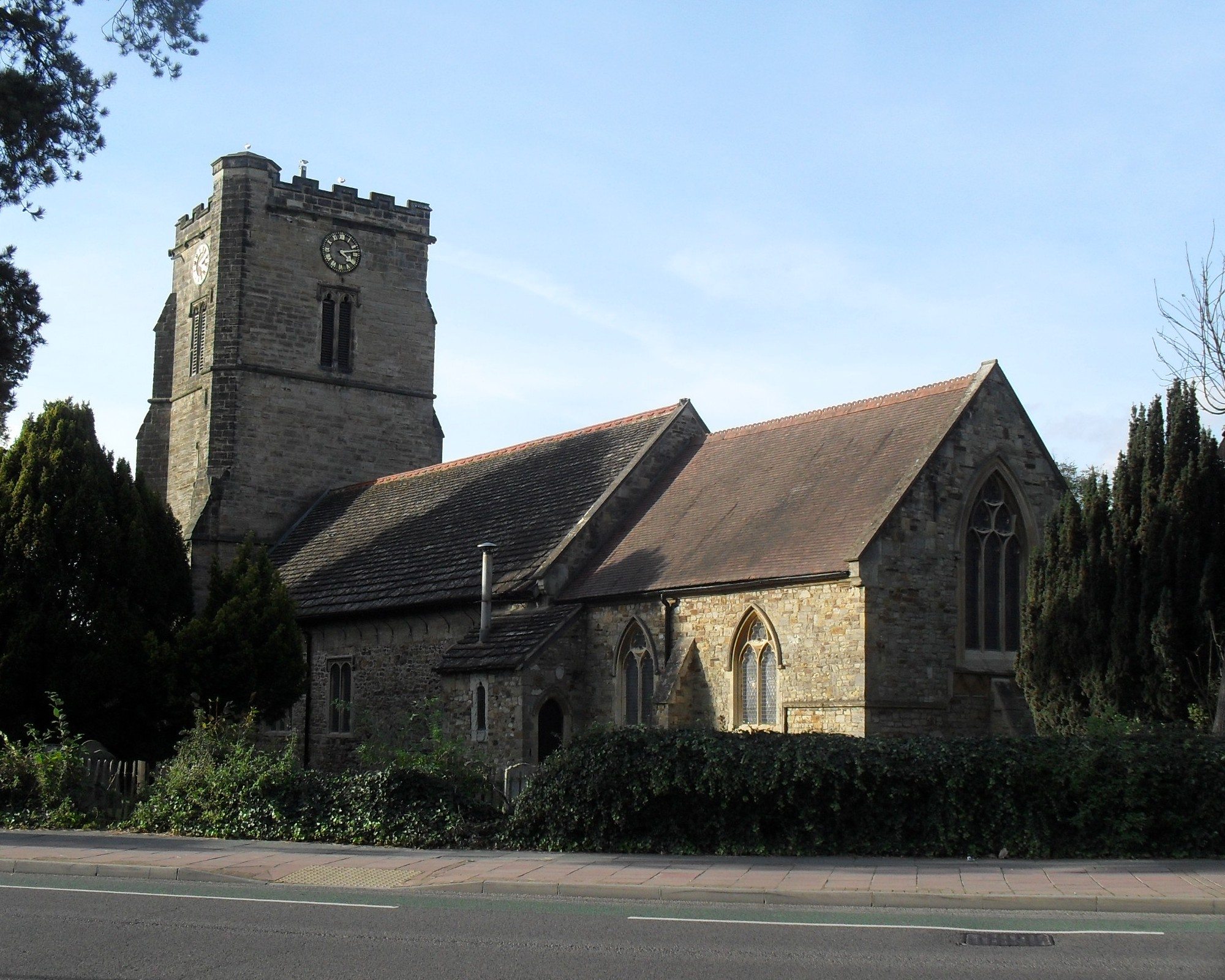
Костел Іоанна Хрестителя з південного сходу

Можливо, ця територія була заселена в період мезоліту: на південний захід від міста були знайдені кремені місцевого виробництва типу Хоршамської культури. Знайдено також знаряддя праці та кургани періоду неоліту, а також кургани та меч бронзової доби. Кроулі знаходиться на західному краю Хай-Велда, де виробляли залізо понад 2000 років, починаючи з залізної доби. У парку Гоффс — тепер рекреаційна зона на півдні міста — було розміщено дві печі пізнього залізної доби. Залізообробка та видобуток корисних копалин тривали протягом римських часів, особливо в районі Бродфілд, де було побудовано багато печей.

## Місто-побратим
Айзенгюттенштадт, German Democratic Republic, 1963–1968 
 Дорстен, Germany, since 1973
 LTU, Alytus